# Trio fortepianowe op. 5 (Lessel)
Trio fortepianowe E-dur op. 5 – trio fortepianowe skomponowane przez Franciszka Lessela. Drukiem ukazało się w Lipsku ok. 1807. Utwór w stylu brillant należy, obok Tria Es-dur op.4 tego samego kompozytora, do najwybitniejszych polskich triów fortepianowych przed Triem g-moll op. 8 Fryderyka Chopina.

## Informacje ogólne
Trio fortepianowe E–dur op. 5 Franciszka Lessla skomponowane zostało przez kompozytora podczas pobytu w Wiedniu, gdzie studiował u Josepha Haydna w latach 1799–1809, będąc jednym z jego ulubionych uczniów. Trio op. 5 jest drugim kolejnym dziełem napisanym na fortepian z obligatoryjnym udziałem dwóch instrumentów. Pierwszą taką próbą było Grand Trio op. 4 na fortepian, klarnet i róg. Wysokie musiały być możliwości pianistyczne samego Lessla o czym świadczy dość wymagająca partia fortepianu. Tak opisywano jego zdolności po jednym z koncertów w Warszawie: (...) Jaśnie Pan Lessel w koncercie swym dał poznać, iż gra na fortepianie jak mistrz w sztuce swojej (...), trzymał się najtrafniejszych smaku prawideł.
Godna podkreślenia jest w Triu op. 5 niezależność wszystkich instrumentów. Podkreślał to Kompozytor już w tytule dzieła: Trio Pour le Piano-Forte avec Violon et Violoncelle obligé.
Stylistycznie i wyrazowo Lessel porusza się w obszarze łączącym zdobycze Haydna i Mozarta oraz rodzącego się powoli stylu brillant.

## Budowa
1. Allegro brillante
2. Rêve. Adagio
3. Rondo. Allegro di molto

## Analiza
Część pierwsza, w tempie Allegro brillant w tonacji E–dur i metrum C. Utrzymana w formie allegra sonatowego z wzorcowo przeprowadzonymi tematami: pierwszym o wybitnej energii i zdecydowaniu, zbudowanym na wznoszącej się gamie E–dur, podanym w unisonie przez wszystkie instrumenty i drugim lirycznym, zainicjowanym przez skrzypce w tonacji dominanty. Burzliwe i efektowne przetworzenie oparte na efektownej i wirtuozowskiej partii fortepianu kończy się uroczym przekomarzaniem wszystkich instrumentów i prowadzi do klasycznej repryzy.
Część druga, Adagio opatrzone tytułem Rêve – sen/marzenie. Napisane w formie ABA i metrum 2/4. Część A utrzymana w tonacji A–dur, idiomatycznie dopełniającej afekt tej części. Część B w tonacji E–dur, wprowadza pewne ożywienie dzięki rozdrobnieniu ćwierćnut na sekstole oraz wyeksponowanej partii wiolonczeli.
Część trzecia to Rondo w tempie Allegro di molto, tonacji E–dur i metrum 2/4. Najbardziej wirtuozowska i witalna z części Tria op. 5. Słychać w niej wyraźne inspiracje finałem Tria G–dur „Cygańskiego” Hob. XV: 25 Haydna. Przesunięcia rytmiczne, zmiany trybów, polifonizująca faktura oraz wyraźne „cygańskie” i „tureckie” motywy wypełniają ten dowcipny tour de force.

## Nagrania płytowe
- Paweł Perliński (fortepian), Tadeusz Gadzina (skrzypce), Marian Wasiółka (wiolonczela), Acte Préalable 2006[1] (AP0143)
- Katarzyna Drogosz, Ewa Golińska, Maciej Łukaszuk, CdAccord 2020 (ACD 269)